# Babar (série télévisée d'animation)
Pour les articles homonymes, voir Babar (homonymie).
Babar est une série télévisée d'animation franco-canadienne en 78 épisodes de 26 minutes, créée d'après le personnage éponyme de Jean de Brunhoff et Laurent de Brunhoff, diffusée au Canada anglophone à partir du 3 janvier 1989 sur le réseau CBC, et en français à partir du 4 mars 1989 sur Canal Famille ainsi que sur TFO et rediffusée à partir du 10 octobre 1990 à la Télévision de Radio-Canada.
Elle a été diffusée pour la première fois en France sur Canal+ dans l'émission Cabou Cadin, puis à partir de septembre 1990 sur FR3 dans l'émission Amuse 3. Une 6e saison inédite a été diffusée du 23 décembre 2000 au 4 janvier 2001 sur France 5 dans l'émission Debout les Zouzous[réf. nécessaire]. Aux États-Unis, c'est la chaîne câblée HBO qui se chargea de la diffusion.
La série est actuellement disponible en intégralité sur YouTube.

## Synopsis
Cette série met en scène les aventures du célèbre éléphant Babar.

## Fiche technique
- Titre original français : Babar
- Réalisation : Paul et Gaëtan Brizzi, Larry Jacobs, Stéphane Bernasconi et Dale Schott
- Scénario : David Finley et Alex Boon
- Musique : Milan Kymlicha
- Production : Pierre-Bertrand Jaume, Patrick Loubert et Clive A. Smith
- Sociétés de production : Ellipse, Nelvana, FR3, Kōdansha
- Pays d'origine : France et Canada
- Genre : animation, aventure, comédie dramatique, fantastique
- Durée : 26 minutes

## Voix françaises
Saisons 1 à 5
- Christian Alers : Babar
- Renaud Tissier (1re voix) puis Carol Styczen (2e voix) : Babar enfant
- Évelyne Grandjean : Céleste, Flore, Dame Rataxès et la mère de Babar
- Valérie Siclay (1re voix, saisons 1 et 2) puis Magali Barney (2e voix, saisons 3 et 5) : Céleste enfant et Pom
- Jacques Ciron : Pompadour
- Jackie Berger : Alexandre (1re voix, saisons 1)
- Brigitte Lecordier : Arthur enfant et Alexandre
- Gilles Laurent (1re voix) puis William Coryn (2e voix) : Arthur
- Lily Baron : la Vieille Dame
- Jean-Paul Farré (1re voix, saisons 1 et 2) puis Pierre Trabaud (2e voix, saisons 3 à 5) : Zéphyr
- Jean-Pierre Darras (1re voix, saisons 1 à 3) puis Gérard Hernandez (2e voix, saisons 4 et 5) : Cornélius
- Michel Vocoret : Rataxès
- Roger Carel (voix principale) et Jacques Ferrière (voix de remplacement) : Basile
- Jackie Berger (voix principale) et Francette Vernillat (voix de remplacement) : Victor
- Sarah Marot (voix principale) et Joëlle Guigui (voix de remplacement) : Isabelle
- Pierre Trabaud : l'ancien roi des éléphants et le Chasseur

Voix additionnelles
- Pierre Trabaud : un gendarme (saison 1, épisode 2), un éléphant ouvrier et le roi gorille (saison 1, épisode 6)
- Julia Dancourt : Mademoiselle Soretozza (saison 1, épisode 10)
- Patrick Préjean : Jack (saison 3, épisode 11)
- Gérard Hernandez : le fantôme de l'opéra (saison 1, épisode 13), le marin crocodile (saison 3, épisode 6)
- Luq Hamet : François (saison 2, épisode 2) et Jean-Claude (saison 2, épisode 6)
- Mathias Kozlowski : un membre de la bande de Jean-Claude (saison 2, épisode 6)
- Marc François : le second du Général Pamir (saison 2, épisode 8)
- Georges Atlas : Konga (saison 2, épisode 12)
- Raoul Delfosse : le capitaine Jack Macgonigal (saison 3, épisode 6)
- Philippe Dumat : un éléphant pompier et le commandant (saison 4, épisode 1)
- Francis Lax : le gangster crocodile (saison 4, épisode 5) et l'entraineur de Basket (saison 5, épisode 4)
- Gérard Surugue : le gangster autruche (saison 4, épisode 5) et Harry (saison 4, épisode 13)
- Maurice Sarfati : le général Pamir (saison 4, épisode 9)
- Valérie Siclay : Ursula (saison 4, épisode 12)
- Amélie Morin : Christina (saison 4, épisode 3)
- Jacques Ferrière : Le fabuleux oiseau pleureur (saison 2, épisode 1)

Saison 6
- Bernard Bollet : Babar
- Nathalie Régnier : Céleste
- Philippe Dumat : Cornélius
- Brice Ournac : Alexandre
- Chantal Macé : Flore
- Julien Bouanich : Pom
- Hervé Rey : Zéphyr

Source et légende : version française (VF) sur Planète Jeunesse

## Épisodes
| 1. Les premiers pas de Babar 2. Babar à la ville 3. Le retour de Babar 4. La cité des éléphants 5. Le triomphe de Babar 6. Le choix de Babar 7. La conquête de la Lune 8. On n'est jamais aussi bien que chez soi... 9. Le meilleur ami des éléphants 10. Que la fête continue 11. Babar pianiste 12. L'affaire de la couronne 13. Le fantôme | 1. Le plus beau cadeau du monde 2. La rentrée des classes 3. Les meilleurs amis du monde 4. Halte à la pollution ! 5. En route pour Célesteville 6. Le chef de bande 7. La grande course de Célesteville 8. Les rhinocéros s'en vont en guerre 9. Les anges gardiens 10. Babar fait le singe 11. Au voleur ! 12. L'île déserte 13. Souvenirs, Souvenirs ! | 1. L'arrivée du bébé éléphant 2. Flore reporter 3. Où est passée Isabelle 4. La potion miracle 5. Tels pères, tels fils 6. Oncle Arthur et les pirates 7. Un dîner chez Rataxes 8. La promesse 9. Une vie de rêve 10. La grande histoire d'Alexandre 11. Le serpent d'eau douce 12. Fantôme d'un jour 13. Comme au bon vieux temps |

| 1. Alexandre le Grand 2. À chacun sa place 3. Reines d'un jour 4. Les rois de l'aviron 5. Un objet d'art 6. Deux rhinocéros et un couffin 7. La machine à remonter le temps 8. Le système d'alarme 9. Roi d'un jour 10. Si ce n'est le tien, c'est le mien 11. Le Pachyderme Écarlate 12. La fête est finie 13. Emeute radiophonique | 1. L'invention du siècle 2. Un coup de main 3. À belles dents 4. Les joies du sport 5. Victor victorieux 6. Le héros méconnu 7. Accord à l'amiable 8. La vie des grands 9. La vielle dame disparait 10. Un enfant dans la neige 11. Tiens, voilà les martiens 12. Le robot en folie 13. Mango dingo | 1. Le départ 2. La grande île 3. Au pays des sorcières 4. Au pays des fonds marins 5. Au pays des jeux 6. Au pays de glace 7. Au pays des jouets 8. Au pays du souterrain 9. Au pays des eaux mystérieuses 10. Au pays des pirates 11. Au pays des délices 12. Au pays de la chasse au trésor 13. Au pays du bonheur |

## Personnages

### Famille de Babar
BabarDoublé par Christian Alers, il est le roi de Célesteville, ville dont il est le fondateur. En tant que jeune éléphant, Babar est contraint de fuir la jungle et de quitter son troupeau après l'assassinat de sa mère par le chasseur. Son errance le conduit à Paris, où, fasciné par la civilisation humaine, il est adopté par une vieille dame, qui devient sa seconde mère. Au fil des années passées à Paris, Babar apprend les us, coutumes, savoirs et connaissances de la civilisation humaine. Devenu jeune adulte, Babar revient dans la jungle, apportant avec lui la civilisation, afin de créer le royaume de Célesteville. Grâce à lui, les éléphants construisent leur propre civilisation, sans ingérence humaine. Babar est un dirigeant dévoué et intellectuel, un père de famille aimant, et un grand voyageur. Il est très protecteur envers sa famille et les habitants de son royaume, et travaille dans le but d'assurer la sécurité et le bonheur de tous les animaux de la jungle. Babar est également très optimiste et un sens de l'humour développé, afin de dédramatiser les situations. Les deux premières saisons de la série montrent Babar se remémorer et raconter à ses enfants des événements antérieurs de sa vie comme une leçon pour les aider dans les situations difficiles et les aider à mûrir. À partir de la saison 3, la série se concentre sur sa vie actuelle avec sa famille.
CélesteDoublée par Évelyne Grandjean, elle est l'épouse de Babar et la reine de Célesteville. Petite amie de Babar depuis l'enfance, elle est courageuse, intelligente et dynamique. Céleste aime beaucoup voyager au côté de son mari. En tant que reine, elle a une présence royale, mais elle conserve ses qualités et son sens de l'humour.
ArthurDoublé par Gilles Laurent, il est le beau-frère de Babar et le petit frère de Céleste. Joyeux et têtu, il s'implique souvent dans des farces et des projets immenses. Arthur est important au cours des deux premières saisons, mais ses apparitions ultérieures sont sporadiques car en tant que marin professionnel, il est fréquemment en mer.
PomDoublé par Magali Barney, il est l'aîné des enfants de Babar et de Céleste, et l'héritier du trône de Célesteville. Il est protecteur envers son frère et ses sœurs, même s'il aime les taquiner.
FloraDoublée par Évelyne Grandjean, elle est la deuxième enfant de Babar et de Céleste, et la fille aînée. Elle est intelligente, courageuse et volontaire.
AlexandreDoublé par Jackie Berger, il est le troisième enfant de Babar et Céleste. Il est le plus maladroit et le plus enjoué des quatre enfants. Enrôlant ses frères et sœurs dans divers projets, il est souvent d'une naïveté désarmante face au trouble que ses idées provoquent.
IsabelleDoublée par Joëlle Guigui, elle est la plus jeune des quatre enfants de Babar et Céleste. Dans la série, elle commence à marcher et à parler.
La mère de BabarDoublée par Évelyne Grandjean, elle est assassinée par le chasseur dans le premier épisode de la série, ce qui est son événement central et déclencheur. Babar a été le témoin du meurtre de sa mère, ce qui a été un traumatisme éternel pour lui. Il a appris à le surmonter afin de considérablement transformer sa vie et indirectement celle de tous les éléphants vivant à Célesteville.

### Amis de Babar
La vieille dameDoublée par Lily Baron, elle a adopté Babar quand il s'est enfui de la jungle. Dès leur première rencontre en ville, la vieille dame et Babar ont partagé une puissante amitié, proche d'une relation mère-fils. Pendant vingt ans, la vieille dame a offert son foyer à Babar et lui a appris la vie quotidienne des êtres humains, leurs connaissances et leurs savoirs. Devenu roi, Babar lui a construit une maison à Celesteville, où elle vit désormais avec les éléphants, parmi la nature. Peu de choses sont connues de sa vie antérieure à la rencontre avec Babar.
ZéphirDoublé par Jean-Paul Farré, il est l'un des plus vieux amis de Babar, depuis le jour où il a sauvé la vie de la vieille dame. Éternellement reconnaissant, Babar le considère comme un membre de sa famille. Étant un singe, il est le premier à partir avec Arthur et les enfants de Babar pour vivre des aventures. Zéphir travaille comme glacier, il est le patron de son propre café à Célesteville.
CornéliusDoublé par Jean-Pierre Darras, il est le premier ministre de Célesteville et le conseiller en chef de Babar. C'est l'éléphant le plus érudit et le plus sage de Célesteville. Témoin de la naissance de Babar, il a permis la transition entre le troupeau dont il était déjà le premier ministre et la civilisation de Célesteville. C'est également Cornélius qui a proposé aux éléphants de nommer Babar roi, immense surprise alors que tous pensaient qu'il deviendrait lui-même roi. En plus de ses rôles officiels, il agit comme un confident pour le roi. Bien qu'il soit très âgé, notamment en s'endormant facilement, il reste vif, rusé et incisif, et est profondément honnête. Cornélius jure très souvent "Par mes défenses !", expression devenue culte.
PompadourDoublé par Jacques Ciron, il est le ministre des finances, le chef du protocole et le deuxième conseiller de Babar. Pompadour est très fier de lui-même et du système bureaucratique qu'il a créé pour le royaume. Précieux, éloquent et nerveux, il s'oppose souvent aux idées non conformes et s'énerve facilement.
TroubadourMinistre du budget et troisième conseiller de Babar. Il est muet, mais très travailleur et dévoué à Babar et sa famille, ainsi qu'à Cornélius et Pompadour. Il est très présent dans les premières saisons.
Le chef TruffesCuisinier du palais de Célesteville, dévoué mais facilement contrarié par diverses situations dans le palais quand il souhaite préparer des plats. Il est fasciné par la cuisine française.
Le Vieux RoiDoublé par Pierre Trabaud, il est l'ancien roi des éléphants. Cornélius, Pompadour et Troubadour étaient déjà ses ministres et conseillers avant la naissance de Babar. Le roi est mort instantanément au cours d'une conversation, après avoir accidentellement mangé des champignons vénéneux. Alors que les éléphants voyaient Cornélius le remplacer, ce dernier décline et propose la nomination de Babar, fraîchement rentré de Paris. Plusieurs décennies après sa mort, le fantôme du Vieux roi revient afin de faire une rétrospective de la vie et du règne de son successeur, Babar.

D'autres animaux apparaissent comme amis ou alliés de Babar : des éléphants, des humains, des tortues, des crocodiles, des girafes, des taupes, etc.

### Ennemis de Babar
Le Seigneur RataxèsDoublé par Michel Vocoret, il est le roi de Rhinoland, la ville des rhinocéros. Rataxès est un dictateur médiocre et impérialiste, souvent stupide, très imbu de lui-même et avide de pouvoir. Il est un véritable miroir inversé de Babar, bien qu'il ne soit pas réellement malfaisant envers lui, mais jaloux et envieux. Comme Rataxès lui-même l'admet, son ressentiment envers Babar est enraciné dans le souhait d'imiter le royaume de Célesteville afin de devenir populaire et adulé. Babar considère Rataxès comme un voisin turbulent plus que comme une nuisance. Rataxès est un antihéros : Il tente de défier Babar mais ne lui donne jamais le coup de grâce, il sait reconnaître ses erreurs, et a quelques qualités positives, notamment son dévouement envers sa famille et ses citoyens rhinocéros. Son leadership énergique, bien que peu subtil, est également très utile pour la jungle.
Dame RataxèsDoublée par Évelyne Grandjean, elle est l'épouse de Rataxès. Elle est plus calme et lucide que son mari, mais ses fantaisies occasionnelles et son caractère capricieux peuvent inciter Rataxès à tout faire pour satisfaire ses désirs, même ceux qui ont des conséquences néfastes.
VictorDoublé par Francette Vernillat, il est le fils de Rataxès. Bien que très proche de son père, il est également ami proche des enfants de Babar, Alexandre, Flora et Pom, et est souvent leur compagnon de jeu. Intelligent et sportif, il vénère son père, mais est capable de s'opposer à Rataxès quand il se montre ingrat.
BasilDoublé par Roger Carel, il est le premier ministre de Rhinoland et l'unique conseiller de Rataxès. Contrairement à son roi, il est très compétent, érudit et travailleur. Il est en bons termes avec les éléphants, bien que les divers plans de Rataxes obligent souvent Basil à taire ses opinions. Il gère toutes les formalités administratives quotidiennes du royaume des rhinocéros, rôle qui est partagé entre Cornélius, Pompadour et Troubadour à Célesteville. Basil est également sportif et passionné de théâtre. Il est extrêmement loyal et dévoué envers Rataxès, mais sait que son poste lui permet de servir de garde-fou contre les idées les plus délirantes de son roi. Bien qu'il ne s'oppose jamais ouvertement à Rataxès, Basil n'hésite pas à se moquer subtilement et avec ironie de lui, influençant les décisions finales.
Le ChasseurDoublé par Pierre Trabaud, il est l'antagoniste des cinq premiers épisodes de la série, mais son souvenir continue de marquer tous les personnages et l'univers de la série. Dès le premier épisode, il traque sans relâche le troupeau de Babar vivant dans la jungle et tue la mère de Babar ainsi que de nombreux autres éléphants. Vêtu d'un costume classique de l'époque coloniale et arborant une moustache fu manchu, le Chasseur est un être humain immonde, sadique, impérialiste et particulièrement malveillant, qui refuse de raisonner avec quiconque et voit la jungle et ses habitants comme une source de profit et de richesses à exploiter. La seule diplomatie qu'il comprenne est celle de la guerre totale. Babar affirme que le chasseur est le pire être vivant qu'il ait jamais rencontré. Leur duel à mort, qui s'étend sur vingt ans, se termine par le triomphe de Babar et de tous les habitants de la jungle : le chasseur meurt dans d'atroces souffrances, brûlé vif par l'incendie qu'il a lui-même déclenché afin de détruire Célesteville. Babar a importé la civilisation dans la jungle dans le but principal que plus jamais les animaux ne soient traqués, exploités et massacrés par autrui.
Mademoiselle SoretozaDoublée par Julia Dancourt, c'est une autruche et danseuse d'opéra très réputée qui vient se produire à Celesteville, mais elle est si capricieuse et imbuvable que Babar la licencie et la remplace par sa petite amie Céleste.
L'Équipe CheetahDeux guépards sans scrupules qui ont organisé des triches et des attentats afin de gagner la course cycliste annuelle du Tour de Celesteville. Leurs fourberies finissent par leur coûter la vie : ils meurent écrasés par un rocher qu'ils ont eux-mêmes jetés sur la route de la course.

## Commentaire
- Babar : Les Aventures de Badou est la suite en 3D.